# The Scarecrow (película de 1920)
The Scarecrow es un cortometraje estadounidense cómico de 1920. Está interpretado por Buster Keaton y escrito y dirigido por él mismo y Edward F. Cline.

## Argumento
Dos jornaleros que trabajan en una granja conviven en una casa muy especial, donde «todas las habitaciones están en una sola habitación» y la funcionalidad es importante.
Ambos están enamorados de la hija del granjero y, a pesar de la oposición de este, competirán entre ellos por el amor de la mujer.

## Reparto
- Buster Keaton como jornalero #1;
- Joe Roberts como jornalero #2;
- Edward F. Cline como camionero;
- Luke the Dog como perro;
- Joe Keaton como granjero;

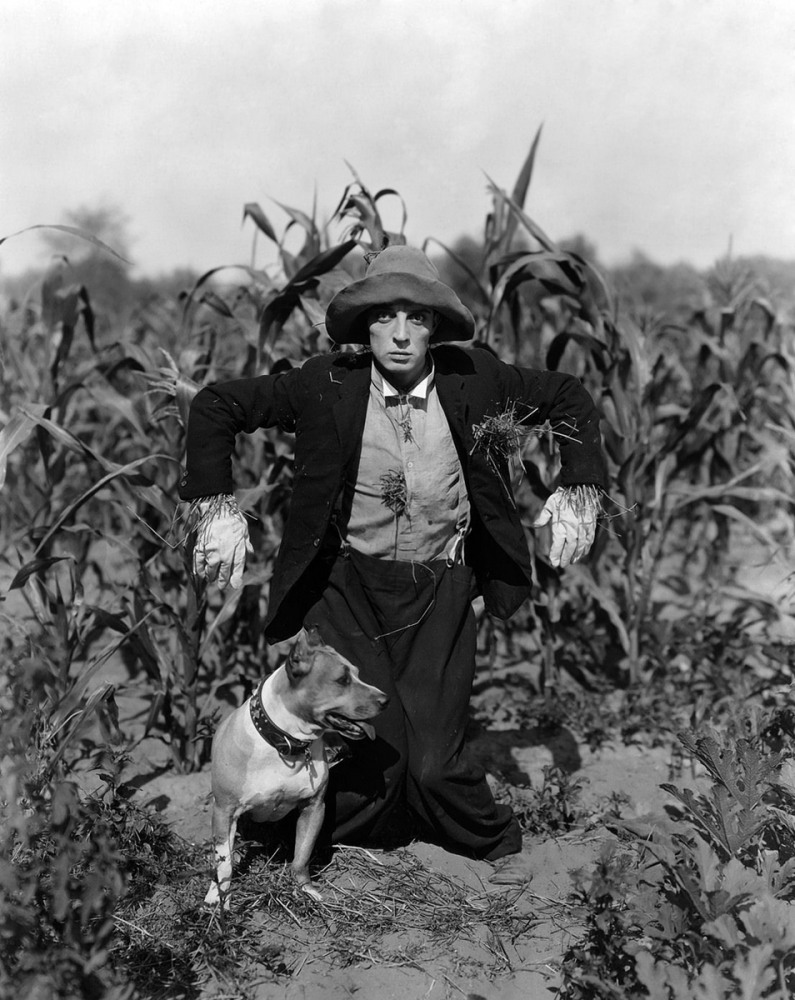
Buster Keaton junto al perro Luke.

- Sybil Seely como hija del granjero.

## Realización y producción
La película fue estrenada en Estados Unidos el 22 de diciembre de 1920.
En la película aparece el padre de Buster Keaton, Joe Keaton.
El perro que persigue a Keaton en la película es Luke, un
Staffordshire Terrier que entre 1914 y 1920 actuó en diversas películas. Era la mascota de la actriz Minta Durfee y de su marido, el cómico y director Roscoe "Fatty" Arbuckle.